# Rysunek podwykonawczy
Rysunek podwykonawczy – rysunek techniczny stosowany do zapisu szczegółów konstrukcji po jej zakończeniu.